# Bisdom Cumae

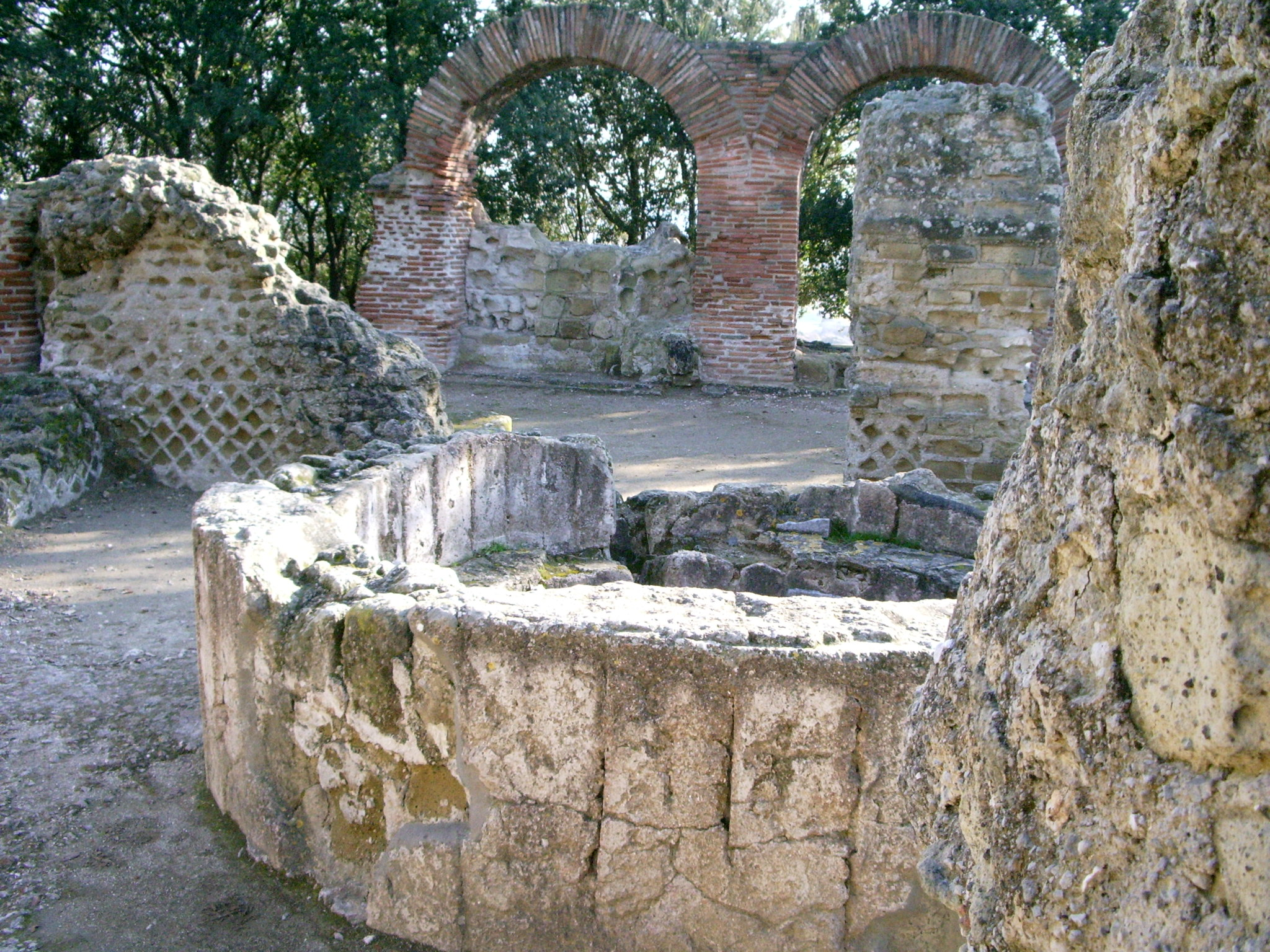
Baptisterium van de voormalige kathedraal in Cumae (Italië)

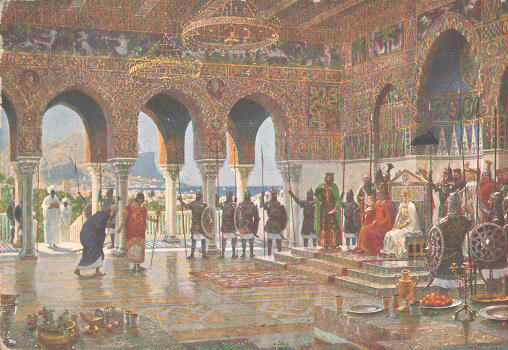
Frederik II als koning van Sicilië; hof in Palermo

Het bisdom Cumae (Latijn: Dioecesis Cumana) nabij Napels bestond van midden de 5e eeuw tot het jaar 1207, toen de Napolitanen de stad Cumae verwoestten. De kathedraal was de San Massimokerk, de voormalige tempel van Jupiter in het Romeinse Cumae. 
Sinds 1970 is de bisschopstroon van Cumae een eretitel voor prelaten in de Roomse Kerk.

## Historiek bisdom
De eerste christenen verbleven in Cumae tijdens het Romeinse keizerrijk. Zij  hadden te maken met de populaire cultus van de Sibille van Cumae. Deze mythische profetes had er een orakelplaats van de god Apollo gesticht. De eerste christenen hadden een visioen waarin de Sibille van Cumae verscheen als voorafbeelding van de christelijke Kerk. Dit wordt verhaald in het oudchristelijk werk De herder van Hermas.
De eerste bisschop van Cumae was een zekere Maxentius; deze stierf de marteldood in het jaar 312 tijdens de christenvervolgingen van de keizers Valerianus en Diocletianus.
Na het Edict van Milaan van keizer Constantijn de Grote (5e eeuw) kreeg het christendom een officiële status. De christenen namen de tempel van Jupiter in. De tempel stond op het hoogste punt van de akropolis van Cumae. Adeodatus werd de tweede bisschop van Cumae. De keuze van de patroonheilige voor de kathedraal viel op de heilige Massimo (of Maximus). Massimo was, net zoals Maxentius, een martelaar tijdens de christenvervolgingen begin 4e eeuw; Massimo was een van de gezellen van Antimo, een priester in Rome. Van bisschop Adeodatus is bekend dat hij samen met Soterus, bisschop van Napels, en Tiburius, bisschop van Capua, aanwezig was op het concilie van Rome in het jaar 465 bij paus Hilarius. Eind 4e eeuw – begin 5e eeuw werd de kathedraal San Massimo voor een eerste maal uitgebreid. Dit gebeurde onder Byzantijnse invloed. In de loop van de 6e eeuw was de bisschop van Cumae tevens bisschop van Miseno, een andere stad in de buurt van Napels.
Een tweede bouwfase vond plaats eind 9e eeuw. Het hertogdom Napels was in die tijd een autonoom gebied van Longobardische heren; hertog Sergius I van Napels beval de uitbouw van de kathedraal San Massimo in Cumae. Sergius I was eigenaar van de akropolis (en dus van het fort) van Cumae. 
Na de Normandische verovering van Zuid-Italië hadden bisschoppen Gregorius I en Gregorius II van Cumae goede relaties met het Normandische hof. In deze periode werden de relieken van de heilige Juliana van Cumae naar de kathedraal San Massimo gedragen. Juliana werd de tweede patroonheilige van Cumae, na de heilige Massimo.
Door invallen van Saracenen kende de havenstad Cumae een terugval. De kathedraal San Massimo was geplunderd. Tijdens de minderjarigheid van Frederik, koning van Sicilië en later keizer Frederik II van het Heilige Roomse Rijk, ontstond er chaos. De Napolitanen verwoestten Cumae (1207). Als uitleg gaven zij dat de Saracenen uit Cumae moesten verjaagd worden; in feite was de haven van Napels verlost van hun concurrent Cumae.
Het bisdom Cumae ging territoriaal op in de bisdommen Aversa en Pozzuoli (13e eeuw). De laatste bisschop van Cumae was Leo. De geestelijkheid van de kathedraal San Massimo nam niet de vlucht naar Aversa of Pozzuoli, doch trok naar Giugliano in Campania. Dit verklaart waarom de relieken van Massimo en Juliana een verdere verering kenden in Giugliano. Het grootste deel van de kerkschatten en relieken hadden de Napolitanen echter overgebracht naar kerken in Napels.
In de jaren 1930 werd een archeologisch onderzoek op de akropolis van Cumae uitgevoerd. Het baptisterium werd geïdentificeerd als een restant van de kathedraal San Massimo.

## Titulair (aarts)bisdom
In 1970 richtte paus Paulus VI het titulair bisdom Cumae op. Louis-Marie-Joseph de Courrèges d’Ustou werd titulair bisschop van Cumae in september 1970 doch gaf de eretitel terug in december 1970. Vervolgens droeg Edoardo Pecoraio de eretitel van aartsbisschop van Cumae, van 1971 tot 1986. 